# 斯萊格爾鎮區 (密歇根州)
斯萊格爾鎮區（英語：Slagle Township）是位於美國密歇根州韋克斯福德縣的一個行政鎮區。

## 地方資料
斯萊格爾鎮區的面積為92.70平方千米，當中陸地面積為92.70平方千米，而水域面積為0.00平方千米。根據2020年美國人口普查的數據，當地共有人口509人，而人口密度為每平方千米5.49人。